# Lineolaria flexuosa
Lineolaria flexuosa is een hydroïdpoliep uit de familie Lineolariidae. De poliep komt uit het geslacht Lineolaria. Lineolaria flexuosa werd in 1884 voor het eerst wetenschappelijk beschreven door Bale. 